# Homapoderus congener
Homapoderus congener es una especie de coleóptero de la familia Attelabidae.

## Distribución geográfica
Habita en Kenia y República Democrática del Congo.